# Rosa Zárate
Rosa Zárate (Quito, 1763 - Tumaco, 1813), fue una feminista ecuatoriana involucrada en el proceso de revolución independentista del siglo XIX.

## Biografía
Rosa Zárate, hija de Mariana Ontaneda Orbe y Gabriel Zárate Gardea, casada con Nicolás de la Peña Maldonado. No se tienen registros de su niñez pero ella y su esposo se dedicaron a luchar por la independencia de la República del Ecuador .  Es considerada una de las mujeres emblemáticas de la independencia junto con Manuela Cañizares, instando a su esposo y amigos en la lucha por la libertad del Ecuador del sistema opresor de los españoles.
Estuvo presente en la defensa de los barrios de Quito tras la matanza del 2 de agosto de 1810. Se hicieron presentes en el ataque en contra del Conde Ruiz de Castilla, quien fue arrastrado por el Cabildo, apuñalado y encadenado en el lugar donde murió tres días después.
En 1813 surgió una represión donde hubo varios perseguidos políticos, entre ellos Rosa Zárate, Nicolás de la Peña y su nuera Rosaura Vélez. Se vieron obligados a salir de Quito y marchar por las selvas rumbo a Esmeraldas.
El 17 de julio de 1813, en las inmediaciones de La Tola y Esmeraldas fue apresada junto a su esposo por Toribio Montes, quien ordenó degollarlos y colocar sus cabezas en palos en una plaza principal a manera de escarmiento.
El profesor Fernando Jurado Noboa, en el libro Esclavitud en la Costa Pacífica anota que luego de oponer tenaz resistencia, cayeron prisioneros el grupo de Peña y el 4 de julio de 1813 se les fusiló en Tumaco, cumpliéndose así la sentencia dictada por el Fiscal San Miguel, el 20 de marzo de 1813.   
En memoria de Rosa Zárate, se han nominado algunos establecimientos educativos en todo el país, entre ellas en el Cantón Salcedo, la cabecera cantonal de un Cantón de Esmeraldas y en la comunidad de San José de Puñachizac en el Cantón Quero.